# Elopteryx nopcsai
L'elotterige (Elopteryx nopcsai) è un dinosauro carnivoro appartenente ai teropodi, di incerta collocazione sistematica. Visse nel Cretaceo superiore (Maastrichtiano, circa70 milioni di anni fa) e i suoi resti sono stati ritrovati in Romania. Fu inizialmente considerato un uccello affine alle sule.

## Classificazione
Questo dinosauro è attualmente considerato un nomen dubium, a causa dell'estrema frammentarietà dei resti fossili. Inizialmente Elopteryx fu descritto sulla base di una parte di un femore, e in seguito allo stesso animale venne attribuito anche un tibiotarso parziale. Descritto per la prima volta nel 1913, questo animale venne considerato inizialmente un uccello. Pierce Brodkorb, nel suo Catalogue of fossil birds (1963) considerò Elopteryx un appartenente ai pelecaniformi; venne pertanto ricostruito con un aspetto simile alla sulla attuale. Studi successivi (Brodkorb, 1978) dimostrarono che in realtà questo animale era un dinosauro teropode non aviano, forse attribuibile ai dromeosauridi. Altri due teropodi di piccole dimensioni sono stati ritrovati negli stessi terreni in cui è stato rinvenuto l'esemplare di Elopteryx: Heptasteornis e Bradycneme. Tutti e tre questi animali sono noti per frammenti e, pertanto, sono di difficile collocazione sistematica. Successive ricerche (Stoicescu at al., 2024) hanno rivelato l'appartenenza di Elopteryx al clade Paraves.

## Significato del nome
Il nome Elopteryx deriva dalle parole greche elos (έλος) "palude" + pteryx (πτερυξ) "ala" (quindi "ala di palude"). L'epiteto specifico, nopcsae, si riferisce al paleontologo ungherese Franz Nopcsa von Felső-Szilvás.